# Рымарёво (платформа)
Ры́марево — платформа Мичуринского региона Юго-Восточной железной дороги. Расположена в поселке Рымарево Жердевского района Тамбовской области на однопутной линии Грязи-Поворино.

## Расписание движения
| Направление         | Прибытие | Отправление | Прибытие на конечный пункт | Дни следования           |
| ------------------- | -------- | ----------- | -------------------------- | ------------------------ |
| Жердевка — Липецк   | 04:57    | 04:58       | 09:19                      | ежедневно по 23 сентября |
| Жердевка — Липецк   | 04:57    | 04:58       | 09:33                      | ежедневно с 24 сентября  |
| Елец — Борисоглебск | 10:49    | 10:50       | 12:48                      | ежедневно                |
| Борисоглебск — Елец | 15:57    | 15:58       | 22:32                      | ежедневно                |
| Липецк — Жердевка   | 20:38    | 20:39       | 20:54                      | ежедневно                |